# Pilawice
Pilawice [pilaˈvit͡sɛ] est un village polonais de la gmina de Sochaczew dans le powiat de Sochaczew et dans la voïvodie de Mazovie.